# Altair, São Paulo

Vị trí của Altair trong bang São Paulo

Altair là một đô thị ở São José do Rio Preto, bang São Paulo, Brasil. Thành phố này có dân số (năm 2007) là 3272 người, diện tích là 316,088 km², mật độ dân số 11,8 người/km². Altair nằm ở khu vực có độ cao 473 m, cách thủ phủ bang São Paulo 473 km. Altair nằm ở khu vực khí hậu cận nhiệt đới. Theo điều tra năm 2000, đô thị này có chỉ số phát triển con người 0,76, tuổi thọ bình quân năm, tỷ lệ biết đọc biết viết là 85,28%, tỷ lệ trẻ dưới 1 tuổi tử vong là 11,83/1 triệu, tỷ lệ sinh là 2,64 con/mẹ.

## Các sông
- Rio Grande
- Rio Turvo
- Rio da Cachoeirinha